# Modo amar
Modo Amar es la cuarta banda sonora de la serie Soy Luna, lanzado el 6 de abril de 2018 en algunos países de América Latina en versión física.
El álbum incluye 15 canciones inéditas de la tercera temporada, y un cover del clásico mexicano "Tu Cárcel". "Nadie Como Tú", "Mano a Mano" y "Borrar Tu Mirada" que lo hicieron durante la segunda temporada de la serie.

## Lista de canciones
| N.º | Título | Escritor(es)                                                 | Duración |  |
| 1.  | «Modo Amar» (Karol Sevilla, Ruggero Pasquarelli, Michael Ronda, Katja Martínez, Malena Ratner, Jorge López, Chiara Parravicini, Ana Jara, Carolina Kopelioff, Gastón Vietto & Lionel Ferro)                                                             | Sebastián Mellino Pablo Correa Alejandro Vergara             | 3ː05     |  |
| 2.  | «Soy Yo» (Karol Sevilla) | Eduardo Emilio Frigerio Federico San Millán Florencia Ciarlo | 3:28     |  |
| 3.  | «Quiero verte sonreír» (Ruggero Pasquarelli) | Jesús Martín Losa                                            | 3:14     |  |
| 4.  | «Claroscuro» (Valentina Zenere) | Frigerio Millán Ciarlo                                       | 3:18     |  |
| 5.  | «Tiempo de amor» (Michael Ronda) | Federico Vilas Mauro Franceschini                            | 3:39     |  |
| 6.  | «Tu cárcel» (Karol Sevilla & Michael Ronda) | Marco Antonio Solís                                          | 3:12     |  |
| 7.  | «Despierta mi mundo» (Karol Sevilla, Ruggero Pasquarelli, Michael Ronda, Katja Martínez, Malena Ratner, Chiara Parravicini & Ana Jara) | Frigerio Millán Ciarlo                                       | 3:33     |  |
| 8.  | «Quédate» (Karol Sevilla & Ruggero Pasquarelli) | Frigerio Millán Ciarlo                                       | 3:41     |  |
| 9.  | «Solos» (Valentina Zenere & Michael Ronda) | Vilas Franceschini                                           | 2:58     |  |
| 10. | «Decirte lo que siento» (Gastón Vietto) | Gastón Vietto Tomás Huergo                                   | 3:23     |  |
| 11. | «Mi corazón hace wow wow» (Jandino & Lionel Ferro) | Jesús Martín Losa                                            | 3:36     |  |
| 12. | «Nada me podrá parar» (Karol Sevilla) | Mellino Correa Vergara                                       |          |  |
| 13. | «Si los sueñas claro» (Karol Sevilla, Ruggero Pasquarelli, Michael Ronda, Lionel Ferro, Gaston Vietto, Chiara Parravicini, Ana Jara Martínez, Malena Ratner & Katja Martínez)                                                                           | Oscar Vergara Becerra Pablo Correa Sebastián Melino          | 3:18     |  |
| 14. | «Esta noche no paro» (Ruggero Pasquarelli) | Ruggero                                                      | 3:13     |  |
| 15. | «Creyendo en mi» (Chiara Parravicini) | Pablo Correa Sebastián Melino Silvio Richetto                | 2:52     |  |
| 16. | «Nadie Como Tú» (Ruggero Pasquarelli, Michael Ronda, Jandino, Pasquale Din Nuzzo, Jorge López, Gastón Vietto & Esteban Velazquez.) | Eduardo Frigerio Federico San Milán María Ciarlo             | 3:16     |  |
| 17. | «Mano a Mano» (Karol Sevilla, Malena Ratner, Chiara Parravicini, Valentina Zenere, Giovanna Reynaud, Ana Jara, Carolina Kopelioff, Katja Martínez & Mia Jenkings.)                                                                                      | Federico Vilas Mauro Campo                                   | 2:30     |  |
| 18. | «Borrar Tu Mirada» (Karol Sevilla, Chiara Parravicini, Ana Jara & Carolina Kopelioff) | Oscar Becerra Pablo Correa Sebastian Melino                  | 2:40     |  |
| 19. | «Todo puede cambiar» (Karol Sevilla, Ruggero Pasquarelli, Valentina Zenere, Michael Ronda, Chiara Parravicini, Ana Jara, Gaston Vietto, Carolina Kopelioff, Jandino, Jorge López, Giovanna Reynaud, Pasquale Di Nuzzo, Katja Martínez & Malena Ratner.) | Oscar Sanchez Pablo Correa Sebastian Mellino                 | 3:45     |  |

## Posicionamientos en listas
| Listas (2018)                   | Mejor posición |
| ------------------------------- | -------------- |
| Argentina (CAPIF)               | 1              |
| Alemania (Media Control Charts) | 67             |
| Austria (Media Control Charts)  | 28             |
| Bélgica (Media Control Charts)  | 102            |
| España (PROMUSICAE)             | 20             |

## Certificaciones
| País   | Organismo certificador | Certificación | Ventas certificadas | Ref.  |
| ------ | ---------------------- | ------------- | ------------------- | ----- |
| México | AMPROFON               | Oro           | 30.000              | [ 5 ] |